# Monte Vidon Combatte
Monte Vidon Combatte település Olaszországban, Marche régióban, Fermo megyében. Lakosainak száma 393 fő (2023. január 1.). Monte Vidon Combatte Montottone, Petritoli, Ortezzano, Monte Giberto és Carassai községekkel határos.

## Népesség
A település lakossága az elmúlt években az alábbi módon változott:
| Lakosok száma | 439  | 434  | 393  |
|               | 2017 | 2018 | 2023 |